# Alfred Sant
Alfred Sant (Pietà, 28 februari 1948) is een Maltees politicus. Van 1996 tot 1998 was hij minister-president.
Alfred Sant studeerde natuurkunde aan de Universiteit van Malta. Daarna studeerde hij bestuurskunde aan het International d'Administration Publique in Parijs en bedrijfsadministratie aan de Universiteiten van Boston en Harvard. Tussentijds werkte hij als diplomaat.
Na zijn studie werkte hij als tweede, later als secretaris voor de Maltese vertegenwoordiging bij de Europese Commissie in Brussel. 
In 1982 werd hij voorzitter van het informatiedepartement van de Malta Labour Party (Maltese Arbeiderspartij) en in 1984 werd hij tot president van de MLP gekozen. De laatste functie bekleedde hij tot 1988. In 1987 werd hij parlementair medewerker en bij de verkiezingen van 1992 werd hij voor de MLP in het parlement van Malta gekozen. Na de verkiezingsoverwinning van de MLP in 1996, vormde Sant een MLP-regering. In 1998 viel de regering en was hij gedwongen om verkiezingen uit te schrijven. Deze verkiezingen werden door de MLP verloren en door de oppositionele Partit Nazzjonalista (Christendemocratische Nationalistische Partij) gewonnen. 
De verkiezingen van 2003 werden opnieuw door de nationalisten gewonnen en Sant diende zijn ontslag in als partijleider, hij werd echter op het partijcongres van de MLP met overweldigende meerderheid tot partijleider herkozen.